# Німецька державна опера
Німецька державна опера (нім. Deutsche Staatsoper Unter den Linden) — провідний оперний театр Німеччини, розташований у Берліні. До 1918 року — Королівська опера.
Будівля театру була зведена у 1741—1743 роках за проектом архітектора Георга Вензеслауса фон Кнобельсдорфа. 7 грудня 1742 року в ще незакінченому приміщенні публіці була представлена опера «Цезар і Клеопатра» К. Г. Грауна, засновника й першого керівника театру. До 1801 року театр був відкритий тільки для представників двору і запрошених гостей, з 1808 — для широкої публіки. 1821 року на сцені театру була поставлена опера «Вільний стрілець» К. М. Вебера. Величезного розквіту досяг театр у період, коли ним керували Фелікс Вейнгартнер, Карл Борошн, Ріхард Штраус і Лео Блех.
Після 1918 року й кінця правління кайзера Вільгельма II в репертуарі театру стали з'являтися твори сучасних композиторів. Видатною подією в історії театру стала прем'єра опери «Воццек» Альбана Берга (1925, диригував Еріх Кляйбер).
У часи Другої світової війни театр був двічі зруйнований: вперше  — під час бомбардування Берліна в 1941 році (потім швидко відновлений), вдруге  — в 1945 році. Відновлений театр був відкритий 1955 року постановкою «Нюрнберзьких мейстерзингерів» Р. Вагнера.
У період, коли Німеччина була розділена на дві країни, а Берлін — на два міста, Німецька державна опера продовжувала залишатися інтернаціональним театром. У 1970—1972 рр. директором і художнім керівником балету опери був Джон Тарас — американський балетний танцівник та хореограф українського походження.
З 1990 року великий внесок у розквіт театру зробив Даніель Баренбойм.